# Alberto Fujimori
Alberto Ken'ya Fujimori (Lima, 26 juli  1938 – aldaar, 11 september 2024) was een Peruaans politicus. Van 28 juli 1990 tot 17 november 2000 was hij president van Peru. Fujimori werd in juli 2009 in zijn vaderland veroordeeld en opgesloten voor een gevangenisstraf van 7,5 jaar vanwege wandaden tijdens zijn bewind. Hier kwam twee maanden later zes jaar bij nadat hij schuld bekende aan omkoping.

## Jeugd en opleiding
Fujimori was een zoon van Japanse immigranten. Als rector van de agrarische universiteit van Lima was Fujimori links noch rechts. In de campagne van 1990 was hij aanvankelijk een outsider bij het gevecht tussen de sociaaldemocraten van zittend president Alan García en de liberalen van anti-politicus en schrijver Mario Vargas Llosa. Hij schilderde eigenhandig de spandoeken van zijn eerste campagne in zijn garage. Zijn eigen vrouw wist niet eens dat hij zich kandidaat had gesteld. Desondanks wist hij de presidentsverkiezingen te winnen. Dit gebeurde op een moment dat de economie ontregeld was door een gierende inflatie en het platteland werd geteisterd door de guerrillabeweging Lichtend Pad. Zijn stormachtige entree in de Peruviaanse politiek leverde hem de bijnaam 'Tzunami' op.

## Presidentschap
Van 28 juli 1990 tot 17 november 2000 was hij president van Peru. Hij was lid van de politieke partij Verandering 90 en de latere Sí Cumple. Hij erfde naar eigen zeggen 'een ramp' van zijn voorganger Alan García. Tijdens diens vijfjarige regeerperiode was de buitenlandse schuld opgelopen tot bijna achttien miljard dollar, hadden vier op vijf Peruvianen geen vaste baan en was economische groei slechts merkbaar in één segment van de economie: de illegale teelt van cocabladeren.
Gedurende zijn eerste termijn voerde Fujimori zijn neoliberale hervormingen door, beter bekend als de Fujishock. Hij voerde grootschalige privatisering door die met behulp van een macro-economische koers ervoor moest zorgen dat de economie stabiliseerde. Op 5 april 1992 stuurde Fujimori het parlement met steun van het leger naar huis en ontsloeg hij een groot aantal rechters op beschuldiging van corruptie.
Fujimori had zijn handen vol aan het Lichtend Pad, een maoïstische guerrillabeweging die in strijd lag met een rivaliserende inheemse marxistische guerrillabeweging Tupac Amaru (MRTA) en die beide door veel westerse landen bestempeld werden als terroristische organisaties. Hij kon daarbij rekenen op de steun van zijn rechterhand, Vladimiro Montesinos. Onder zijn leiding wisten veiligheidstroepen de leider van de beweging, Abimael Guzmán, in de kraag te vatten. Dat gebeurde op 12 september 1992, toen Guzmán samen met zeven andere leden van het zogeheten Centraal Comité werd gepakt in een huis in de wijk Surco van Lima tijdens een vergadering over terreuracties. Fujimori omschreef Guzmán als een duivels genie dat een luxe leven leidde, terwijl de jongeren die hij voor Sendero had gewonnen als kanonnenvoer sneuvelden.
Fujimori werd als president opgevolgd door Alejandro Toledo.

## Vlucht en arrestatie
In 2000 vluchtte Fujimori naar Japan. In december van dat jaar verkreeg hij de Japanse nationaliteit op basis van zijn afstamming.
Op 7 november 2005 reisde Fujimori naar Chili, waar hij zich wilde voorbereiden op deelname aan de Peruaanse presidentsverkiezingen van 9 april 2006. De Chileense autoriteiten reageerden evenwel met zijn gevangenneming. Na een halfjaar, op 1 mei 2006, werd hij weliswaar weer vrijgelaten, maar op voorwaarde dat hij het land niet zou verlaten. De Peruaanse regering verzocht formeel om zijn uitlevering wegens schending van de mensenrechten en corruptie op 3 januari 2006. Dit verzoek werd afgewezen op 11 juli 2007. Tegen deze uitspraak tekende Peru beroep aan bij het Hooggerechtshof, dat ten slotte op 21 september 2007 wél toestemde in zijn onmiddellijke uitwijzing.

## Proces
Op 10 december 2007 begon een groot proces tegen Fujimori waarin hem mensenrechtenschendingen en machtsmisbruik ten laste werden gelegd. Tijdens twee moordpartijen zouden 25 van zijn tegenstanders zijn gedood. In een ander proces werd hij op 11 december van datzelfde jaar vanwege huisvredebreuk tot zes jaar gevangenisstraf en een schadevergoeding van 135.000 dollar veroordeeld. Ook in deze zaak ging het om tijdens zijn presidentschap gepleegd machtsmisbruik. Fujimori had als staatshoofd opdracht tot een inbraak gegeven teneinde bewijsmateriaal over corruptie tijdens zijn bewind te stelen. Op eerste kerstdag 2017 werd hij wegens gezondheidsklachten vervroegd vrijgelaten. Deze vrijlating leidde tot protesten en werd teruggedraaid. Op last van het grondwettelijk hof volgde op 6 december 2023 zijn definitieve  vrijlating.

## Persoonlijk
Tijdens zijn Chileense gevangenschap trad El Chino ('de Chinees'), zoals zijn niet erg correcte bijnaam luidt, in het huwelijk met de 39-jarige Japanse zakenvrouw Satomi Kataoka. Het huwelijk werd door gevolmachtigden in Tokio voltrokken.
De dochter van Fujimori uit een eerder huwelijk, Keiko Fujimori, trad na zijn echtscheiding jarenlang op als gastvrouw in het presidentieel paleis. In 2006 werd ze met grote meerderheid gekozen tot senator en in 2007 wees Fujimori haar aan als zijn politieke erfgenaam.
Fujimori overleed aan kanker op 11 september 2024 op 86-jarige leeftijd.